# Калашников, Виктор Михайлович (историк)
Виктор Михайлович Калашников (укр. Віктор Михайлович Калашников; род. 7 мая 1946, Симферополь, Крымская область, РСФСР, СССР) — советский и украинский историк, доктор исторических наук (1987), профессор (1990), крупный специалист с истории антиколониальной борьбы доколумбовых народов Северной Америки, и колониального строя в Северной Америки.

## Биография
Родился в 1946 году в Крыму, в городе Симферополь. В 1969 году закончил исторический факультет Одесского университета. С 1977 года работал на кафедре всемирной истории Днепропетровского университета под руководством Завьялова Анатолия Сергеевича, после его ухода с поста заведующего мог возглавить кафедру, но в период перестройки должность была предложена Сергею Плохию. С 1991 года ушел с кафедры всемирной истории и возглавил кафедру международного права.
Кандидатская диссертация: Борьба индейских племен Северной Америки против американских колонизаторов, 1776—1814 гг, Днепропетровск 1977 г. Научный руководитель Завьялов Анатолий Сергеевич.
Докторская диссертация: Освободительная борьба индейских племен Северной Америки против европейской колониальной экспансии в XVII—XVIII веках Днепропетровск, 1985 г.

### Семья
Жена — Калашникова Ольга Леонидовна (род. 8 сентября 1951 года) — литературовед и культуролог, доктор филологических наук (1991), профессор (1992).
Дочь — Бережная Екатерина Викторовна (род. 26 марта 1976 года) — правовед, доктор юридических наук (2017), профессор (2021).

### Работы
- Антиколониальная борьба индейцев Северной Америки в XVII—XVIII веках : монография / В. М. Калашников. — Днепропетровск : Изд-во ДГУ, 1991. — 175 с
- Эволюция институтов государства и права в североамериканских колониях европейских стран (XVII—XVIII столетия) : [Монография] / Калашников В. М. — Днепропетровск : Наука и образование, 1999. — 256 с
- Советская историография гражданской войны 1861-1865 гг. в США: [учебное пособие] / В. М. Калашников ; Днепропетровский гос. ун-т им. 300-летия воссоединения Украины с Россией. - Днепропетровск : ДГУ, 1989. - 84 с.
- Источники по новой истории США и Канады (XVII в. - 60-е гг. XVIII в.) : учеб. пособие [для вузов] / В. М. Калашников ; Днепропетр. гос. ун-т им. 300-летия воссоединения Украины с Россией. - Днепропетровск : ДГУ, 1984. - 116 с.